# Un monstru de activitate
Un monstru de activitate este o schiță scrisă de Ion Luca Caragiale. Domnul Frédéric Damé, „cât timp au fost conservatorii la putere”, a ocupat numeroase funcții la Ministerului Instrucției, pentru care a primit mai multe mandate de plată fără să facă nimic. Autorul critică risipirea bugetului pe „toate secăturile”, în timp ce nu sunt investiți bani pentru „nevoile reale ale țări”.